# Dasygrammitis brevivenosa
Dasygrammitis brevivenosa är en stensöteväxtart som först beskrevs av Cornelis Rugier Willem Karel van Alderwerelt van Rosenburgh, och fick sitt nu gällande namn av Barbara S. Parris. Dasygrammitis brevivenosa ingår i släktet Dasygrammitis och familjen Polypodiaceae. Inga underarter finns listade.